# Весна (магнітофон)
«Весна» — торгова марка транзисторних портативних магнітофонів, які вироблялись в УРСР з 1963 до початку 2000-х років у Києві та Запоріжжі. Котушкова «Весна» 1963 року стала першим в СРСР батарейним магнітофоном випущеним у широкий продаж. Касетні магнітофони «Весна» були однією з найпопулярніших у країні марок.

## Котушкові магнітофони

### «Весна» і «Весна-2»
Котушковий портативний магнітофон «Весна» розробили на київському заводі «Комуніст». Серійне виробництво почалося в 1963 році, паралельно в Києві і на Запорізькому заводі пересувних електростанцій. Магнітофон дводоріжковий, швидкість стрічки 9,53 см/с, використовуються стандартні котушки № 10 (діаметр близько 100 мм), що вміщають 100 м стрічки товщиною 55 мкм, що давало близько 18 хв неперервного запису на одній доріжці. Діапазон відтворюваних частот — 100…6000 Гц, вихідна потужність близько 1 Вт. Живлення від 10 елементів 373 (їх вистачало на 5-8 год роботи) або зовнішнього джерела постійного струму напругою 12 В. Електронна частина містить 11 германієвих транзисторів і 5 напівпровідникових діодів. Корпус магнітофона штампований із листового металу. Розміри 340×250×130 мм, маса 5,5 кг. Магнітофон продавався в комплекті з зовнішнім блоком живлення від мережі, мікрофоном і дерматиновою сумкою для транспортування.
В 1965 році почато випуск покращеної моделі «Весна-2». Зовні вона відрізняється від першої тільки написом. Завдяки новим гучномовцям і незначним змінам схеми частотний діапазон розширено до 10000 Гц, двигун стрічкопротяжного механізму (СПМ) замінено потужнішим. «Весну-2» випускали щонайменше до 1967 року (є екземпляри з ювілейним оформленням до 50-річчя Радянської влади). Роздрібна ціна «Весни-2» складала 190 рублів. Для порівняння — настільний ламповий магнітофон 3 класу тоді коштував 100—120 рублів.
«Весну» перших моделей можна бачити в кінофільмах «Кавказька полонянка» (в «школі танців» Бувалого і Боягуза) та «Старий знайомий» (лектор Некаділов користується нею під час операції «Кущик»).

### «Весна-3»
«Весна-3» з'явилася в 1967 році. Це котушковий дводоріжковий магнітофон, що зберіг деякі основні риси перших моделей, але сконструйований наново. У «Весні-3» можна використовувати 13-сантиметрові котушки (№ 13) і стрічку товщиною 37 мкм. Корпус магнітофона пластмасовий, СПМ змонтовано на литому шасі з алюмінієвого сплаву. У СПМ введено функції «пауза» і «повільне повернення». Живлення від 8 елементів 373 або від мережі через зовнішній випрямляч. Діапазон частот — 63…10 000 Гц, номінальна вихідна потужність 0,5 Вт, розміри 358×234×121 мм, маса 5 кг. Ціна — 230 або 236 рублів залежно від комплектації. «Весну-3» випускали на Запорізькому заводі пересувних електростанцій до кінця 1972 року, це був останній котушковий магнітофон під маркою «Весна».

## Касетні магнітофони

### «Весна-305» і «Весна-306»
На початку 1970-х років на заводі «Комуніст» підготовлено до виробництва портативний касетний магнітофон 3 класу з хорошими, для свого класу, характеристиками. Випуск затримувався через труднощі з новим двошвидкісним безколекторним двигуном з електронним керуванням. Тому в 1971 році на Запорізькому електромашинобудівному заводі «Іскра» почали випуск спрощеної моделі зі звичайним колекторним двигуном постійного струму (японського виробництва) під назвою «Весна-305». Наступного року двигун БДС-0,2 був готовий і у виробництво, теж на «Іскрі», пішла «Весна-306». Від моделі 305 вона відрізнялася тільки наявністю двох швидкостей стрічки — 4,76 і 2,38 см/с — замість однієї.
Двигуни БДС являли собою трифазну машину змінного струму, що живилася від спеціального транзисторного генератора. Стабілізація частоти обертання валу забезпечувалася замкнутою системою з безконтактним датчиком обертів. Такий двигун споживав майже в 2 рази менше струму і створював значно менше електричних перешкод, ніж колекторний, при високій стабільності частоти обертання, що дуже важливо для магнітофона. Крім того, він дозволяв перемикати швидкість руху стрічки суто електричним шляхом, без ускладнення механізму. На практиці ці переваги «компенсувала» недостатня якість складання. Якщо мотор виходив з ладу, його часто міняли на звичайний колекторний.
Особливістю цих моделей був механізм протягування стрічки оригінальної конструкції — з двома однаковими маховиками, що обертаються в різні боки. Подвоєна маса маховиків поліпшила стабільність протягання стрічки, особливо при перенесенні. Цей СПМ став уніфікованим і довгий час застосовувався з різними електродвигунами в магнітофонах 3-го і 2-го класу як запорізького так і інших заводів («Електроніка-311», «Електроніка-323», «Орель-306», «Романтик-306», «Квазар-303» та інших).
Робочий діапазон звукових частот на лінійному виході при швидкості 4,76 см/с — 63…10 000 Гц, при швидкості 2,38 см/с — 63…5000 Гц. Номінальна вихідна потужність 0,8 Вт. Напруга живлення — 9 В (шість елементів 373 або мережа змінного струму, блок живлення вбудований), магнітофон зберігає працездатність при падінні напруги до 5,1 В. Габарити магнітофона — 242×242×68 мм, маса разом з батареями 3,7 кг.
Моделі 305 і 306, поряд з «Електронікою-302», стали по-справжньому «народними» магнітофонами. Хоча їх випустили до 1978 року понад 850 тисяч, зараз важко знайти екземпляр у хорошому стані, оскільки «Весни» зазвичай зазнавали нещадної «польової» експлуатації на дачах, пікніках і в подорожах.
З 1976 року точно такий самий магнітофон виробляв Пермський завод електроприладів під назвою «Ритм-301».
Ціна «Весни-306» була 195 рублів, згодом знижена до 165 руб.

### «Весна-201 стерео» і «Весна-211 стерео»
Модель 201 (1977 рік) — перша стереофонічна «Весна». Магнітофон з живленням від батарей і від мережі комплектувався двома зовнішніми акустичними системами (колонками) і, крім того, мав вбудований гучномовець для звуку моно і контролю запису. Стрічкопротяжний механізм такий же як і у «Весні-306», з двигуном БДС-0,2. З 1978 року випускалася вдосконалена модель 211 з трохи зміненим зовнішнім оформленням, на іншій елементній базі, зі звичайним колекторним двигуном та іншими дрібними змінами. У новому апараті були удосконалення в дусі часу — електронний автостоп на датчику обертання підкатушника, система шумопониження, пікові індикатори на світлодіодах. Коштував він 395 рублів. З 1979 року точно такий самий магнітофон виробляло Челябінське ВО «Політ» під назвою «Росія-211-стерео». Махачкалинський завод радіотоварів (ВО «Азимут») також випускав клон «Весни-211» під назвою «Тарнаїр-М311».

### «Весна-202» і «Весна-205»
«Весна-202» (1977 рік) прийшла на зміну моделі 306. Вона відносилася не до 3-го, а до 2-го класу. Електроакустичні характеристики залишилися майже такими ж, але оснащення 202-ї моделі стало значно багатшим: з'явилися роздільні регулятори тембру низьких і високих частот, шумопонижувач, система автоматичного регулювання рівня запису, яку можна вимикати, лічильник стрічки, гніздо для підключення зовнішнього гучномовця. Двигун безколекторний серії ВДС, але швидкість стрічки залишена одна — 4,76 см/с. Крім транзисторів, у схемі використано дві гібридні мікросхеми серії К237 — в універсальному підсилювачі і в генераторі стирання-підмагнічування. З 1983 року випускався варіант «Весна-202-1» та модернізована «Весна-205-1» з автостопом і вихідним підсилювачем на інтегральній мікросхемі. Точно такі самі магнітофони під назвою «Карпати-202», «Карпати-202-1», «Карпати-205-1» виробляли паралельно на Прикарпатському радіозаводі в Івано-Франківську та під назвою «Ритм-202», «Ритм-202-1» на Пермському заводі електроприладів. Модель 202 випускалася 10 років, тираж близько 2 млн штук.

### «Весна-204»
Єдина магнітола під маркою «Весна», випущена в 1980 році обмеженою серією, зараз є колекційною рідкістю. Приймач працює в діапазонах ДХ, СХ, КХ (АМ) і УКХ (ЧМ). Габарити 360×270×100 мм, вага 4,6 кг. Ціна 350 рублів.

### «Весна-207-стерео»
Модель 207 належить до класу «стереофонічних до лінійного виходу», тобто автономно працює як моно магнітофон, а із зовнішнім стереопідсилювачем — як стереофонічна приставка. Випускалася з 1982 року, з 1985 року — також у Рязані на Державному заводі з виробництва приладів під назвою «Русь-207-стерео».

### «Весна-212-стерео»
Стереофонічний магнітофон 2-ї групи складності із вбудованими гучномовцями. Має функції - АРУЗ, Розширення стереобази, Контроль розряду батарей по стрілочних індикаторах, СШП, два встроєні мікрофони (лише 212С та 212С-1, у всіх інших був 1)підтримує два типи стрічки, Випускався з 1986 року до 1999 року у великій кількості варіантів та модифікацій,самими массовими з яких була модифікація 212С-4, та пізніші 212С-7, 212С-8, та менш серійна 212С-1,яка випускалася протягом одного року,а саме 1987. Через деякі особливості конструкції корпусу, зокрема наявні додаткові отвори і місце спереду вгорі під шкалу налаштування можна припустити, що модель замислювалася як магнітола, але з якихось причин блок радіоприймача в неї встановлювати не стали. Втім, умільці успішно вбудовували в ці магнітофони плату УКХ ЧМ-тюнера зі стереодекодером. Модифікації 212С-2, 212С-3, 212С-5 212С-6 відрізнялися функціями(шось додавали шось вирізали,головками( в 212С-3 сендастова головка, відсутній СШП), 212С-6 - планувалася на експорт, стояла імпортна головка). Самі перші базові магнітофони а саме Весна 212С мали плати від несерійної магнітоли де були посадкові місця під кнопки які не використовувалися в магнітофоні,із за чого форму плати змінили вже в наступній модифікації 212С-1 де вона получила звичний вигляд. 212С вважається рідкісною моделлю.. 

### Стаціонарні стереомагнітофони
У 1980 році журнал «Радіо» повідомляв про початок випуску стаціонарних касетних магнітофонів 1-ї і вищої групи складності «Весна-101-стерео», «Весна-102-стерео» і «Весна-001-стерео». Їх виробництво, схоже, обмежилося невеликими пробними партіями.

### Інші моделі
У другій половині 1980-х і початку 1990-х років запорізький завод випускав кілька моделей переносних магнітофонів і плеєрів 2-ї і 3-ї групи складності, в тому числі двокасетний «Весна-225», годинник-будильник з УКХ-приймачем і касетним програвачем «Весна П-405» тощо.
З появою у продажу безлічі моделей дешевих двокасетних стереомагнітол китайського і корейського виробництва, які були привабливими завдяки наявності радіоприймача у все більш популярному УКХ ЧМ (FM) діапазоні, попри значно гірші СПМ, спрощену до примітивності електроніку та низькоякісну акустику, попит на запорізьку продукцію став падати. Не витримавши конкуренції з імпортними моделями, виробництво «Весен» припинилося.